# Vilde piger
|  | Denne artikel er oprettet af botten PalnaBot ud fra en ekstern database. Den kan derfor have sproglige fejl eller mangler. Denne skabelon kan fjernes efter kontrol af indholdet. |

Vilde piger er en ungdomsfilm fra 2012 instrueret af Tine Katinka Jensen, Mette Carla T. Albrechtsen efter manuskript af Lisa Klit, Åsa Mossberg, Søren Grinderslev Hansen.

## Handling
De gør hvad der passer dem, har masser af temperament og attitude, og kommer tit op og slås. I en tilværelse præget af svigt, misbrug og vold er der oftest kun veninderne at læne sig op ad. Det rå liv på kanten af loven, den manglende skolegang og de evige konfrontationer med omgivelserne gør det også svært for de vilde piger at forestille sig andet. Mens de sociale myndigheder gør deres for at hjælpe dem på rette kurs, skal pigerne forsøge at finde troen på en bedre fremtid, og ikke mindst modet til at tage kampen op - uanset hvad det kræver. Der er lang vej fra slåskampenes adrenalinsus til at kunne reflektere over fortiden, og til at tage ansvar for sine handlinger. Men som årene går udvikler pigerne sig til unge, stærke kvinder, der får ryddet op i deres liv og langsomt, men sikkert får skabt en meningsfuld tilværelse med udsigt til en fremtid.